# Sunshine Coast, Queensland
Sunshine Coast là một khu vực đô thị ở Đông Nam Queensland, phía bắc của thủ phủ bang Brisbane trên bờ biển Thái Bình Dương. Mặc dù nó không có một trung tâm thương mại, tính theo dân số Sunshine Coast được xếp vào hàng các thành phố lớn thứ 10 tại Úc và lớn thứ ba ở Queensland.

## Lịch sử
Dãy núi Glass House, nằm phía tây nam của Caloundra, lần đầu tiên được nhìn thấy bởi James Cook từ boong của tàu HM Bark Endeavour năm 1770.. 
Trong thập niên 1820, Sunshine Coast đã thấy cư dân da trắng đầu tiên của nó: ba người bị đắm tàu (Finnegan, Pamphlet và Parsons) sống chung với thổ dân địa phương (Kabi Kabi) trong tám tháng. Sau đó, trong những năm 1830 đến năm 1840, khu vực đã trở thành nơi để người bị kết án bỏ trốn, tọa lạc ở phía bắc của Moreton Bay.
Năm 1841, Thống đốc Gibbs tuyên bố toàn bộ bờ biển Sunshine và vùng nội địa từ phía bắc Mt Beerwah khoảng Eumundi là khu bảo tồn Bunya Bunya bảo vệ cây bunya, khi đã được thông báo về tầm quan trọng của thổ dân của những vườn bunya bởi Andrew Petrie. Tuy nhiên, trong những năm 1840 và năm 1850, khu bảo tồn Bunya Bunya và vùng phụ cận trở thành hiện trường của một số trong các vụ đụng độ cay đắng nhất của Úc "Chiến tranh đen" Úc. "Blackall Ranges', do lễ hội Bunya ba năm một lần, phục vụ như một nơi ẩn náu và điểm tập hợp cho các cuộc tấn công chống lại người da trắng định cư. Đến năm 1850, những người khai thác gỗ và chăn nuôi gia súc đã khai thác khu vực và trong năm 1860, Bunya Bunya dự trữ đã bị hủy bỏ.

## Khí hậu
| Dữ liệu khí hậu của Sunshine Coast (Sân bay Sunshine Coast) | Dữ liệu khí hậu của Sunshine Coast (Sân bay Sunshine Coast) | Dữ liệu khí hậu của Sunshine Coast (Sân bay Sunshine Coast) | Dữ liệu khí hậu của Sunshine Coast (Sân bay Sunshine Coast) | Dữ liệu khí hậu của Sunshine Coast (Sân bay Sunshine Coast) | Dữ liệu khí hậu của Sunshine Coast (Sân bay Sunshine Coast) | Dữ liệu khí hậu của Sunshine Coast (Sân bay Sunshine Coast) | Dữ liệu khí hậu của Sunshine Coast (Sân bay Sunshine Coast) | Dữ liệu khí hậu của Sunshine Coast (Sân bay Sunshine Coast) | Dữ liệu khí hậu của Sunshine Coast (Sân bay Sunshine Coast) | Dữ liệu khí hậu của Sunshine Coast (Sân bay Sunshine Coast) | Dữ liệu khí hậu của Sunshine Coast (Sân bay Sunshine Coast) | Dữ liệu khí hậu của Sunshine Coast (Sân bay Sunshine Coast) | Dữ liệu khí hậu của Sunshine Coast (Sân bay Sunshine Coast) |
| Tháng                                                       | 1                                                           | 2                                                           | 3                                                           | 4                                                           | 5                                                           | 6                                                           | 7                                                           | 8                                                           | 9                                                           | 10                                                          | 11                                                          | 12                                                          | Năm                                                         |
| ----------------------------------------------------------- | ----------------------------------------------------------- | ----------------------------------------------------------- | ----------------------------------------------------------- | ----------------------------------------------------------- | ----------------------------------------------------------- | ----------------------------------------------------------- | ----------------------------------------------------------- | ----------------------------------------------------------- | ----------------------------------------------------------- | ----------------------------------------------------------- | ----------------------------------------------------------- | ----------------------------------------------------------- | ----------------------------------------------------------- |
| Cao kỉ lục °C (°F)                                          | 41.3 (106.3)                                                | 38.7 (101.7)                                                | 33.8 (92.8)                                                 | 33.5 (92.3)                                                 | 29.6 (85.3)                                                 | 28.3 (82.9)                                                 | 27.7 (81.9)                                                 | 35.0 (95.0)                                                 | 34.1 (93.4)                                                 | 37.0 (98.6)                                                 | 41.0 (105.8)                                                | 38.4 (101.1)                                                | 41.3 (106.3)                                                |
| Trung bình ngày tối đa °C (°F)                              | 28.9 (84.0)                                                 | 28.7 (83.7)                                                 | 27.7 (81.9)                                                 | 25.9 (78.6)                                                 | 23.3 (73.9)                                                 | 21.3 (70.3)                                                 | 20.9 (69.6)                                                 | 22.0 (71.6)                                                 | 24.2 (75.6)                                                 | 25.6 (78.1)                                                 | 27.0 (80.6)                                                 | 28.2 (82.8)                                                 | 25.3 (77.5)                                                 |
| Tối thiểu trung bình ngày °C (°F)                           | 21.3 (70.3)                                                 | 21.2 (70.2)                                                 | 19.9 (67.8)                                                 | 16.9 (62.4)                                                 | 13.6 (56.5)                                                 | 11.3 (52.3)                                                 | 9.5 (49.1)                                                  | 9.9 (49.8)                                                  | 12.9 (55.2)                                                 | 15.6 (60.1)                                                 | 17.9 (64.2)                                                 | 19.7 (67.5)                                                 | 15.8 (60.4)                                                 |
| Thấp kỉ lục °C (°F)                                         | 14.5 (58.1)                                                 | 14.4 (57.9)                                                 | 10.9 (51.6)                                                 | 7.8 (46.0)                                                  | 3.5 (38.3)                                                  | 1.5 (34.7)                                                  | −0.7 (30.7)                                                 | 1.4 (34.5)                                                  | 3.4 (38.1)                                                  | 7.6 (45.7)                                                  | 5.7 (42.3)                                                  | 10.0 (50.0)                                                 | −0.7 (30.7)                                                 |
| Lượng mưa trung bình mm (inches)                            | 150.2 (5.91)                                                | 198.1 (7.80)                                                | 163.7 (6.44)                                                | 164.6 (6.48)                                                | 160.1 (6.30)                                                | 119.1 (4.69)                                                | 67.7 (2.67)                                                 | 79.1 (3.11)                                                 | 55.9 (2.20)                                                 | 72.9 (2.87)                                                 | 84.0 (3.31)                                                 | 150.0 (5.91)                                                | 1.462,9 (57.59)                                             |
| Số ngày mưa trung bình                                      | 15.0                                                        | 15.3                                                        | 16.8                                                        | 16.4                                                        | 17.5                                                        | 16.2                                                        | 13.2                                                        | 10.4                                                        | 10.6                                                        | 10.5                                                        | 9.8                                                         | 13.4                                                        | 165.1                                                       |
| Nguồn: Bureau of Meteorology                                |                                                             |                                                             |                                                             |                                                             |                                                             |                                                             |                                                             |                                                             |                                                             |                                                             |                                                             |                                                             |                                                             |